# Mega Man III (videojuego para DOS)
Mega Man III es un juego de ordenador para DOS exclusivo de América del Norte el cual fue lanzado en 1992 por la Hi-Tech Expressions bajo licencia de Capcom. Se basa en la franquicia  de Mega Man y es el segundo juego de DOS después de Mega Man en 1990, el juego de DOS fue producido por la misma empresa. A pesar de compartir el mismo título, no tiene relación con las  versiones de Mega Man 3 de Nintendo Entertainment System o Game Boy. También a pesar de que afirma ser el tercero de la serie, no hubo un juego de DOS llamado Mega Man II. Muchos de los gráficos fueron reutilizados del juego DOS anterior. Igual que el título anterior ha recibido duras críticas por los gráficos, carecer de la música de fondo y la jugabilidad mediocre. Los fanáticos consideran que su historia no es canónica para la serie principal.
El juego cuenta con seis Robot Masters que Mega Man debe derrotar, Torch Man, Bit Man, Shark Man, Wave Man, Oil Man y Blade Man.  Estos maestros robot son muy similares en diseño a los que se encuentran en las versiones de NES de Mega Man 2 y Mega Man 3. 

## Datos extras
- En el escenario del Dr. willy Mega Man lucha con todos los Robot Masters diseminados por todo el escenario, y no sólo en una habitación de cápsulas. Esta idea después sería retomada en el primer Mega Man X en los escenarios de Sigma.
- Wily no utiliza el truco de aparición/desaparición mediante el ovni como lo hace en prácticamente todos los demás juegos.
- Cuatro nombres  de los Robot Masters han sido reutilizados en juegos posteriores: Wave Man apareció en Mega Man 5, Oil Man apareció en  Mega Man Powered Up, Blade Man apareció en Mega Man 10, y Torch Man apareció en Mega Man 11 (aunque ninguno de estos  Robot Masters tenía el aspecto de la versión de DOS).